# Liste der Brauereien in Nordrhein-Westfalen
Diese Liste umfasst die aktiven Bierbrauereien in Nordrhein-Westfalen. Als Brauereien werden die Braustätten aufgefasst. Es werden jeweils das betreibende Unternehmen, der Standort, das Gründungsdatum sowie die dort hergestellten Biermarken und -sorten aufgelistet. Nach Angaben des Statistischen Bundesamtes waren es 2012 insgesamt 138 Brauereien. 2015 waren es nur noch 125.

## Regierungsbezirk Arnsberg

### Dortmund und östliches Ruhrgebiet
Dortmunds Brautradition reicht bis in die Mitte des 13. Jahrhunderts zurück. Bereits 1293 hat Dortmund das Braurecht erhalten. Der Durchbruch kam aber erst, als die Kronen-Brauerei 1843 begann, Export industriell zu brauen. Infolgedessen wurden sieben weitere Großbrauereien gegründet oder fusionierten aus älteren kleineren Brauereien. Höhepunkt waren die 1950er bis 1970er Jahre, als Dortmund mit einem Ausstoß von bis zu 7,5 Millionen Hektolitern nach Milwaukee der weltweit größte Brauereistandort war. Mit der steigenden Nachfrage nach Pilsner Bier begann der Niedergang der Dortmunder Brauwirtschaft. Heute existiert von den acht Großbrauereien (Bergmann, DAB, DUB, Hansa, Kronen, Löwen, Ritter, Stifts und Thier) nur noch die Actien-Brauerei am ehemaligen Standort der Hansa-Brauerei. Sie gehört ebenso wie die Hövels Hausbrauerei zur Radeberger Gruppe der Dr. August Oetker KG. Die Bergmann-Brauerei wurde 2005 wieder gegründet und braut seit 2010 wieder Bier in Dortmund.
| Unternehmen                                                       | Standort                   | Gründung | Marken            | Sorten | Anmerkungen                                                                                                |
| ----------------------------------------------------------------- | -------------------------- | -------- | ----------------- | --- | --- |
| Dortmunder Actien-Brauerei                                        | Dortmund-Nordmarkt         | 1875     | Andreas           | Pils | Flaschenbier eingestellt 2015, Fassbier 2016                                                               |
| Dortmunder Actien-Brauerei                                        | Dortmund-Nordmarkt         | 1875     | Brinkhoff’s       | No. 1, Radler, ColaBier | |
| Dortmunder Actien-Brauerei                                        | Dortmund-Nordmarkt         | 1875     | DAB               | Pilsener, Export, D-Pils | |
| Dortmunder Actien-Brauerei                                        | Dortmund-Nordmarkt         | 1875     | Clausthaler       | Classic alkoholfrei, Extra Herb alkoholfrei, Naturtrüb alkoholfrei, Radler alkoholfrei | |
| Dortmunder Actien-Brauerei                                        | Dortmund-Nordmarkt         | 1875     | Dortmunder Hansa  | Pils, Export, Alt, Kölsch, Malz, Hefeweizen, Radler, Cola-Mix | |
| Dortmunder Actien-Brauerei                                        | Dortmund-Nordmarkt         | 1875     | Dortmunder Kronen | Pilsener, Export, Winterbier, Helles | |
| Dortmunder Actien-Brauerei                                        | Dortmund-Nordmarkt         | 1875     | Dortmunder Stifts | Pils, Export | |
| Dortmunder Actien-Brauerei                                        | Dortmund-Nordmarkt         | 1875     | Dortmunder Thier  | Pils | |
| Dortmunder Actien-Brauerei                                        | Dortmund-Nordmarkt         | 1875     | Dortmunder Union  | Export, Siegel Pils | |
| Dortmunder Actien-Brauerei                                        | Dortmund-Nordmarkt         | 1875     | Felskrone         | Pils, Export, Alt, Malz | |
| Dortmunder Actien-Brauerei                                        | Dortmund-Nordmarkt         | 1875     | Freigraf          | Alt, Pilsener, Export, Radler, Waldschloss Pils | |
| Dortmunder Actien-Brauerei                                        | Dortmund-Nordmarkt         | 1875     | Ritter            | First, Pils, Export | |
| Dortmunder Actien-Brauerei                                        | Dortmund-Nordmarkt         | 1875     | Schlösser         | Schlösser Alt | |
| Dortmunder Actien-Brauerei                                        | Dortmund-Nordmarkt         | 1875     | Schöfferhofer     | Grapefruit, Grapefruit Alkoholfrei, Pomegranate, Radler Alkoholfrei, Weizen, Weizen 0,0 Alkoholfrei, Weizen Dunkel, Weizen-Mix Granatapfel + Guarana, Weizen-Mix Kirsche, Weizen-Mix Maracuja, Weizen Kristall, Zitrone                      | |
| Dortmunder Actien-Brauerei                                        | Dortmund-Nordmarkt         | 1875     | Stades            | Leicht | |
| Dortmunder Actien-Brauerei                                        | Dortmund-Nordmarkt         | 1875     | Wicküler          | Pilsener, D-Pils | |
| Hövels Hausbrauerei                                               | Dortmund-City              | 1854     | Hövels            | Original, Hop Pale Ale, Craftbock, Kellerbier | |
| Hövels Hausbrauerei                                               | Dortmund-City              | 1854     | Clarissen         | Alt | |
| Hövels Hausbrauerei                                               | Dortmund-City              | 1854     | Kronen            | Urtyp „Wenkers“, Schwarzbier | |
| Bergmann Brauerei                                                 | Dortmund-Phoenix-West      | 2010     | Bergmann          | Pils, Export, Schwarz, Spezial, Kellerpils, Hopfensünde, Adambier, Adam Eichenbock, '72, Schlanke Mathilde, IPA | |
| Aktionsbrauerei Dähne                                             | Herne                      | 2009     | Hannos            | | |
| Benno’s Brauhaus                                                  | Witten                     | 2016     |                   | | |
| Lindenbrauerei Hausbrauerei des Kultur- und Kommunikationszentrum | Unna                       | 2002     | Lindenbier        | naturtrübes Bier | |
| Privatbrauerei Moritz Fiege                                       | Bochum                     | 1878     | Moritz Fiege      | Pils, Gründer, Zwickel, Helles, Bernstein, Leichter Moritz, Frei, Radler, Radler alkoholfrei, Schwarzbier, Schwarzbier Cola | Die Marke Bernstein wurde 2012 von der insolventen Brauerei Schwelm Dr. Lohbeck GmbH und Co KG übernommen. |
| Kaiser-Brauerei C. Thomas                                         | Dortmund                   | 2019     | Kaiserbier        | Export | Neugründung der Kaiser-Brauerei C. Thomas GmbH durch die Ur-Ur-Enkel von Carl Gottlieb Thomas              |
| Braumanufaktur Pohlmann                                           | Hagen, LWL-Freilichtmuseum | 2014     | Pohlmanns         | Lager, Winter | seit 01/2019 im LWL-Freilichtmuseum in Hagen, zuvor in Witten                                              |
| Märkische Spezialitätenbrennerei                                  | Hagen-Dahl                 |          | Edel-Stahl        | The Mash | |
| RuhrtalBrauerei                                                   | Witten-Heven               | 2008     | Ruhrtaler         | Hell, Dunkel | |
| Vormann Brauerei                                                  | Hagen-Dahl                 | 1877     | Vormann           | Alt aus Dahl, Pils, Sauerländer Weizenbier Hell, Sauerländer Weizenbier Dunkel, Rotgold, Vorder, Malzbier, Alt Schuss, Doppelbock, Hasper Gold, Dahler Urbräu, Volmetaler Gold, Volmetaler Dark, Maibock (saisonal), Iserlohner Danztürmchen | |
| Gasthaus Wüstefeld                                                | Dortmund-Hörde             | 1893     | Phoenixbräu       | Phoenix dunkel | |
| KohleCraftBräu                                                    | Lünen                      | 2020     | KohleCraftBräu    | Pilsken, Charakter-Pils, helles Kellerbier, German Pale Ale, Summer Ale (saisonal), Bourbon Barrel Bock (saisonal) | |
| Ostermann Braumanufaktur GmbH                                     | Schwerte                   | 2020     | Ostermann         | Rotes Urtyp, Keller-Pils, Black IPA, Caribbean Spa, Ur-Helles, Ergster Edelhell (vom Fass), Schwerter Bierlikör, Bier-Senf | Schwerter Brauerei seit 1863, geschlossen 1920. Wiedereröffnung 2020.                                      |

### Sauerland
Als Bierregion ist das Sauerland vor allem durch die Großbrauerereien (Veltins und Warsteiner sowie Krombacher im angrenzenden Siegerland), die Ende des 19. Jahrhunderts ihren Aufschwung genommen haben und heute deutschlandweit einen Marktanteil von knapp unter 20 % haben, von Bedeutung. Kleinere und Hausbrauereien haben sich hingegen kaum halten können; lediglich die Westheimer Brauerei hat noch lokale Bedeutung. Seit den späten 1980ern gibt es aber bei den Hausbrauereien auch wieder Neugründungen.
Die typische Biersorte ist Pilsener.
| Unternehmen                                                    | Standort                | Gründung | Marken               | Sorten | Anmerkungen                                                                                 |
| -------------------------------------------------------------- | ----------------------- | -------- | -------------------- | --- | ------------------------------------------------------------------------------------------- |
| Altenhofer Carolinenbräu                                       | Wenden-Altenhof         | 1999     | Altenhofer           | Landbier |                                                                                             |
| Altenrüthener Landbierbrauerei                                 | Rüthen-Altenrüthen      | 1994     | Altenrüthener        | Hell, Dunkel, Schwarz |                                                                                             |
| Arnsberger Mühlenbräu                                          | Arnsberg                | 2012     |                      | Pils, Dunkel, Weizen |                                                                                             |
| Biermanufaktur Dangel                                          | Eslohe-Wenholthausen    |          | DangelS              | |                                                                                             |
| Brauerei Mette GbR Metten Hefemännchen                         | Finnentrop-Schliprüthen | 2008     | Hefemännchen         | Schwarzpils, Märzen, Export | Gewerblich nebenberufliche Brauerei Keine festen Öffnungszeiten. Bier nur auf Vorbestellung |
| Brauerei C. & A. Veltins                                       | Meschede-Grevenstein    | 1824     | Veltins              | Pilsener, Radler, Alkoholfrei, Malz |                                                                                             |
| Brauerei C. & A. Veltins                                       | Meschede-Grevenstein    | 1824     | Grevensteiner        | Original, Natur-Radler, Hell |                                                                                             |
| Brauerei C. & A. Veltins                                       | Meschede-Grevenstein    | 1824     | Pülleken             | Hell |                                                                                             |
| Bräukels GbR                                                   | Lennestadt-Altenhundem  | 2018     | Bräukels             | Original, Festbier, Stout, IPAs, Weihnachtsbier                                                                                          | Nebengewerbs-Brauerei                                                                       |
| Esloher Brauhaus                                               | Eslohe                  | 1988     | Essel Bräu           | Helles Bier, Dunkles Bier, Maibockbier, Weihnachtsbockbier                                                                               |                                                                                             |
| Freiherr von Fürstenberg Gaugreben’sche Verwaltung Hofbrauerei | Olsberg-Bruchhausen     | 1993     | Bornsteiner Landbier | Hell, Spezial |                                                                                             |
| Gräflich zu Stolberg’sche Brauerei Westheim                    | Marsberg-Westheim       | 1862     | Westheimer           | Premium Pilsener, Radler, Hefeweizen, Wildschütz Klostermann, Graf Stolberg Dunkel                                                       |                                                                                             |
| Hotel Flurschütz                                               | Lennestadt-Saalhausen   | 2016     | Flurschütz           | Märzen, Hell, Weizen |                                                                                             |
| Repetaler Heldenbräu                                           | Attendorn-Helden        | 2018     | Heldenbräu           | Hell, Dunkel, Bierlikör |                                                                                             |
| Rönsahler Brauerei                                             | Kierspe-Rönsahl         | 2011     | Rönsahler            | Landbier |                                                                                             |
| Troll’s Brauhaus                                               | Medebach                | 2011     |                      | Hell, Dunkel, Weizen |                                                                                             |
| Waldstadtbrauerei Iserlohn                                     | Iserlohn                | 2017     |                      | |                                                                                             |
| Warsteiner Brauerei Haus Cramer                                | Warstein                | 1753     | Warsteiner           | Grapefruit, Brewers Gold, Premium Pilsener, Alkoholfrei, Herb, Herb Alkoholfrei, Radler, Radler Alkoholfrei, Lemon, saisonal: Winterbier |                                                                                             |
| Warsteiner Brauerei Haus Cramer                                | Warstein                | 1753     | Isenbeck             | Premium Pils |                                                                                             |

### Siegerland und Wittgensteiner Land
| Unternehmen                    | Standort                   | Gründung | Marken           | Sorten |
| ------------------------------ | -------------------------- | -------- | ---------------- | --- |
| Brauerei Bosch                 | Bad Laasphe                | 1705     | Bosch, Propeller | Bosch: Pils, Lager, Braunbier, Porter, Weizen; Propeller: India Pale Ale, Imperial Stout, Red Ale, Imperial Pils |
| Braugemeinschaft Edertal       | Bad Berleburg-Beddelhausen | 2011     |                  | Pils, Märzen dunkel, Hefe Weizen, saisonal: Weizen dunkel, Weizen Doppelbock, Maibock                            |
| Brauhaus Johann Friedrich Irle | Siegen-Kaan-Marienborn     | 1693     | Irle             | Edel Pils, Zwickelbier, Cääner Blondes, Winterbier (saisonal), Landweizen (saisonal), Bockbier (saisonal)        |
| Ilsen Brauerei                 | Kreuztal-Littfeld          | 1994     | Ilsen-Bräu       | |
| Krombacher Brauerei            | Kreuztal-Krombach          | 1803     | Krombacher       | Pils, Alkoholfrei, Radler, Helles, Weizen, Cab                                                                   |

### Hellweg/Börde
| Unternehmen                     | Standort               | Gründung | Marken                | Sorten                                                                                        |
| ------------------------------- | ---------------------- | -------- | --------------------- | --------------------------------------------------------------------------------------------- |
| Brauhaus Zwiebel                | Soest                  | 1993     | Soester               | Hell, Dunkel, Weizen, Märzen (saisonal), W.P.A, Maibock (saisonal), Weihnachtsbock (saisonal) |
| Gasthaus Himmelpforten          | Ense-Niederense        | 2014     | Kloster Himmelpforten | Dunkel                                                                                        |
| Lippstädter Brauerei Thombansen | Lippstadt              | 2000     | Lippstädter           | Hell, Dunkel, Pils, Weizen, Frühlingsbock (saisonal), Winterbock (saisonal)                   |
| Brauhof Wilshaus                | Hamm-Braam-Ostwennemar | 2001     |                       | Hell, Dunkel, Weizen                                                                          |

## Regierungsbezirk Düsseldorf

### Düsseldorf
| Unternehmen                    | Gründung | Marken       | Sorten                                                       |
| ------------------------------ | -------- | ------------ | ------------------------------------------------------------ |
| Alter Bahnhof Oberkassel       | 2011     | Gulasch Bräu | Alt                                                          |
| Brauerei im Füchschen          | 1848     | Füchschen    | Alt, Pils, Silberfüchschen, Weihnachtsbier, Alt alkoholfrei  |
| Brauerei Kürzer                | 2010     | Kürzer       | Alt                                                          |
| Brauerei Schumacher            | 1838     | Schumacher   | Alt, 1838er (Jubiläumsbier 175 Jahre), Latzenbier (saisonal) |
| Brauerei zum Schlüssel         | 1850     | Schlüssel    | Original                                                     |
| Brauhaus Joh. Albrecht         |          |              | Messing, Kupfer                                              |
| Privatbrauerei Olbermann       | 2019     |              | Alt, verschiedene Pale Ales                                  |
| Uerige Obergärige Hausbrauerei | 1862     | Uerige       | Alt, Alt unfiltriert, Sticke (saisonal), Doppelsticke        |

### Westliches Ruhrgebiet
| Unternehmen                  | Standort            | Gründung  | Marken                     | Sorten |
| ---------------------------- | ------------------- | --------- | -------------------------- | --- |
| König-Brauerei               | Duisburg-Beeck      | 1858      | König Pilsener, Th. König  | Pilsener, Alkoholfrei, Zwickl |
| Restaurant Im Eichwäldchen   | Duisburg-Mündelheim | 2013      | Quercus Craftbeer          | Pale Ale, India Pale Ale, Hefeweizen, KOKS |
| Privatbrauerei Jacob Stauder | Essen-Altenessen    | 1867      | Stauder, DoldenBerg, Stern | Stauder Premium Pils, Stauder Alkoholfrei, Stauder Radler, Stauder Radler Alkoholfrei, Stark Bierchen, Original Bierchen, Helles Bierchen, Jacob Jubiläums-Festbier, Stern Pils, Stern Export, Borbecker Helles Dampfbier, Borbecker Salonbier, Borbecker Radler |
| Dampfbierbrauerei Borbeck    | Essen-Borbeck       | 1872/1895 | Borbecker                  | Borbecker dunkles Salonbier, Borbecker Kräusen, Borbecker helles Dampfbier, Borbecker Fastenbier, Borbecker dunkler Winterbock, Borbecker Zwickelbier, Borbecker Maibock, Borbecker Erntedankbier (saisonal)                                                     |
| Rüttenscheider Hausbrauerei  | Essen-Rüttenscheid  | 1993      | Rüttenscheider             | Keller, Weizen |
| Aspera-Brauerei Riese        | Mülheim an der Ruhr |           |                            | Röstmalzbiere |
| Bottroper Bier GmbH          | Bottrop             | 2019      | Bottroper Bier             | Helles, Dunkles |

### Niederrhein
| Unternehmen                         | Standort                 | Gründung | Marken               | Sorten |
| ----------------------------------- | ------------------------ | -------- | -------------------- | --- |
| Brauerei Diebels                    | Issum                    | 1878     | Diebels              | Alt, Alkoholfrei, Light, Pils, Dimix |
| Brauerei Gleumes                    | Krefeld                  | 1896     | Gleumes              | Lager, Hell, Weizen |
| Brauerei Schlüffken                 | Krefeld-Nordbahnhof      | 2018     | Schlüffkens          | Alt, Pils |
| Bolten-Brauerei                     | Korschenbroich           | 1266     | Bolten               | Alt, Ur-Alt, Ur-Weizen, Landbier, Helles, Malz, AltBierMisch, (Lichter's Lecker Bierchen, Kaiserstädter, Nikolaus Spezial, Jecken Spezial (saisonale Sondereditionen)) |
| Brauerei Königshof                  | Krefeld                  | 2003     | Original Königshofer | Alt, Pils |
| Brauerei Königshof                  | Krefeld                  | 2003     | Brauerei Königshofer | Alt, Pils, Export, Radler, Hefeweizen, Malztrunk |
| Brauerei Königshof                  | Krefeld                  | 2003     | Schloss              | Alt, Pils |
| Brauerei Königshof                  | Krefeld                  | 2003     | Hannen               | Alt |
| Brauerei Königshof                  | Krefeld                  | 2003     | Gatz                 | Alt |
| Brauerei Königshof                  | Krefeld                  | 2003     | Wienges              | Alt |
| Brauerei Zum Stefanus               | Mönchengladbach-Mennrath | 1999     | Stefanus             | Hell, Dunkel, Weizen, Festbiere |
| Brauhaus Kalkarer Mühle             | Kalkar                   | 1994     | Mühlenbier           | Märzen |
| Feldschlösschen Spezialbierbrauerei | Hamminkeln               | 1852     | Feldschlösschen      | Malz Klassik, Malz Light, MALCO, Kre |
| fleuther                            | Geldern                  | 2016     | fleuther             | EINS (Pilsener), Alt, OPA (Oli´s Pale Ale), Stout, Weizen |
| Geilings Bräu                       | Kamp-Lintfort-Saalhoff   | 2012     | Geilings             | |
| Hensen Brauerei                     | Mönchengladbach          | 2017     |                      | Alt, Pils, Stout, IPA |
| Hausbrauerei Schmitz Mönk           | Willich-Anrath           | 1903     |                      | |
| Brauerei Im Dom                     | Neuss                    | 1601     | Dom                  | Alt, Gold, Weizen, Saisonal Maibock und Knupp |
| Neue Willicher Brauerei             | Willich                  | 2018     | Willicher            | Pils, Alt, Radler, Craftbiere |
| Oettinger Brauerei                  | Mönchengladbach          | 2003     | Original Oettinger   | Pils, Export, Vollbier hell, Urtyp, Hefeweißbier, Dunkles Hefeweißbier, Kristall-Weizen, Leichte Weiße, Radler, Leicht, Alkoholfrei, Alt, Schwarzbier, Winterbier      |
| Walter Bräu                         | Wesel-Büderich           | 2007     |                      | Weseler Brückenschlag, Rotbier, Landbier, Klosterbräu, Saisonbiere |
| Straelener Brauhaus                 | Straelen                 | 2015     |                      | |
| Brauprojekt 777                     | Voerde-Spellen           | 2011     |                      | Winterbier, Starkbier, Weizen, Lager, Alt |
| Corma                               | Meerbusch                | 2020     |                      | Blonde, Noir, Honigbock, 755 Sundowner, Stadtbier |
| Bockerter Heide Brauerei            | Viersen                  | 2018     |                      | Alt, Honigbier |

### Bergisches Land
| Unternehmen                            | Standort                 | Gründung | Marken       | Sorten                                                   |
| -------------------------------------- | ------------------------ | -------- | ------------ | -------------------------------------------------------- |
| Hausbrauerei Wirtschaft Richard Becker | Remscheid                | 2006     | Ehringhauser | Gold, Kupfer                                             |
| Wuppertaler Brauhaus                   | Wuppertal-Barmen         | 1997     | Wupper       | Dunkel, Hell                                             |
| Ratinger Brauhaus                      | Ratingen                 | 2005     | Ratinger     | Alt                                                      |
| Remscheider Bräu                       | Remscheid                | 2015     | Remscheider  | Pils, Duuster, Scheps, Weizen                            |
| Brauhaus Aloysianum                    | Leichlingen (im Bahnhof) | 2015     | Aloysianum   | Hell Naturtrüb, Bräu Dunkel, Bräu Pils, Bräu Hefe Weizen |
| Barmer Brauerei                        | Wuppertal-Barmen         | 2022     |              |                                                          |

## Regierungsbezirk Detmold / Ostwestfalen-Lippe
| Unternehmen                               | Standort               | Gründung | Marken                                                               | Sorten | Anmerkungen                                                                 |
| ----------------------------------------- | ---------------------- | -------- | -------------------------------------------------------------------- | --- | --------------------------------------------------------------------------- |
| Brauhaus Joh. Albrecht                    | Bielefeld              |          |                                                                      | Messing, Kupfer, Leineweberbier |                                                                             |
| Braustube Bielefelder Biermanufaktur      | Bielefeld              | 2015     |                                                                      | |                                                                             |
| Brauerei Rotingdorf                       | Werther-Rotingdorf     | 2006     | Rotingdorfer                                                         | Pils, Dunkles |                                                                             |
| Brauerei Sandforth                        | Steinhagen-Brockhagen  | 2014     | Sandforther Original, Klöneck-Bräu, Wilde Hilde                      | Pils, Landbier, Dunkel und Spezialitäten |                                                                             |
| Gerry Weber Landhotel                     | Halle (Westfalen)      | 2008     |                                                                      | Landbier |                                                                             |
| Gräflich von Mengersen’sche Dampfbrauerei | Brakel                 | 1686     | Schloßbräu; Friedensreiter Bräu - Bio-Bier aus historischem Getreide | Rheder-Pils, Rhemix, Bock, St. Annen-Dunkel, Rheder-Export, Doppelbock, Husarentrunk, Rheder-Alster, Brakeler Jungs, Rheder-Malz, Rheder-Weizen |                                                                             |
| Gütersloher Brauhaus                      | Gütersloh              |          | Gütersloher                                                          | Hell, Dunkel |                                                                             |
| Herforder Brauerei                        | Hiddenhausen           | 1878     | Herforder                                                            | Pils, Export, Landbier, Maibock, Weihnacht |                                                                             |
| Hofbrauerei Marienhof Marks               | Delbrück-Bentfeld      | 2010     |                                                                      | |                                                                             |
| Havarie Braumanufaktur                    | Delbrück               | 2020     | Delbrücker Dan Bay                                                   | Original, Nachtsegler, Bay Porter, Kimm Weizen, Meerjungfrau, Matrosenheuer, Leichtmatrose, Polarlicht, Festbier, Winter Dan Bay - Farmhouse Ale Dan Bay - Torføl Scotch Ale |                                                                             |
| Hotel-Residence Klosterpforte             | Harsewinkel-Marienfeld | 2009     | Marienfelder Klosterbräu                                             | |                                                                             |
| Josefs-Brauerei                           | Bad Lippspringe        | 2000     | Josefsbräu                                                           | Märzen, Pils, Kellerbier, Dunkel, Bockbier (saisonal) | behindertengerechte Brauerei/Integrationsfirma, bis 2021 in Bigge (Olsberg) |
| Kleinbrauerei Hohler Landbier             | Olpe-Hohl              | 2017     |                                                                      | Hell, Dunkel, IPA 7.0 |                                                                             |
| Kaiser Craft                              | Bünde                  | 2017     |                                                                      | Pale Ale, Porter, Golden Ale |                                                                             |
| Kloster Dalheim                           | Lichtenau-Dalheim      | 2007     |                                                                      | |                                                                             |
| Paderborner Brauerei Haus Cramer          | Paderborn              | 1825     | Paderborner                                                          | Goldpilsener, Pilsener, Pilsener Alkoholfrei, Export, Radler, Malz, Alt, Paderborner Pilger, Paderborner Pilger Ur-Radler, Paderborner Pilger Alkoholfrei |                                                                             |
| Paderborner Brauerei Haus Cramer          | Paderborn              | 1825     | Isenbeck                                                             | Premium Pils, Isenbeck Malz |                                                                             |
| Paderborner Brauerei Haus Cramer          | Paderborn              | 1825     | Weissenburg                                                          | Pilsener |                                                                             |
| Privatbrauerei Ernst Barre                | Lübbecke               | 1842     | Barre                                                                | Pilsener, Pilsener Alkoholfrei, Festbier, Dunkel, Weizen, Weizen Alkoholfrei, Maibock (saisonal), Alt, Keller 1842, Louis Barre Imperial (Bouquet Lager), Natur Alster, Natur Alster Alkoholfrei, Alster, Alt Schuss |                                                                             |
| Privat-Brauerei Hohenfelde                | Langenberg             | 1845     | Hohenfelder                                                          | Pilsener, Lappmann’s Dunkel, Radler, Bronx, Weizen, Kellerbier, Wintertraum |                                                                             |
| Privat-Brauerei Strate Detmold            | Detmold                | 1863     | Detmolder                                                            | Pilsener, Thusnelda-Bier, Landbier, Herb, Weizen, Kellerbier (unfiltriertes Landbier), Zwickel (unfiltriertes Pilsener), Glüh-Bier, Detmolder Royal (Cocktail aus Weizenbier, Pfirsichlikör, Perlwein), Chardonnay Hopfen, Bourbon Chardonnay (fassgereift), Bierbrand, Kirschenbierbrand, Kirschenbierlikör... außerdem Pilsener alkoholfrei und Weizenbier alkoholfrei |                                                                             |
| Liebharts Privatbrauerei                  | Detmold                | 2005     | Residenz                                                             | Premium Pils, Premium Dunkel Landbier, Premium Weizen, Bio-Pils, Bio-Dunkel, Bio-Weizen, Bio-Dinkel, Bio-Malzbier, Bio-Bier alkoholfrei, Bio-Reis-Gold, Bio Reis-Gold dunkel, Bio-Ingwer-Gold, Bio Heller Bock (saisonal), Bio Wintertraum Festbier (saisonal) |                                                                             |
| Liebharts Privatbrauerei                  | Detmold                | 2005     | Langenfelder                                                         | Alt, Helles | im Auftrag von Langenfelder Biere                                           |
| Schwalenberger Brauzunft                  | Schieder-Schwalenberg  | 2004     | Schwalenberger                                                       | |                                                                             |
| Warburger Brauerei                        | Warburg                | 1721     | Warburger                                                            | Pilsener, Urtyp, Landbier, Landradler, Export, Helles |                                                                             |
| Westfälisches Biermuseum                  | Nieheim                | 2006     | Nieheimer                                                            | Bürgerbier |                                                                             |

## Regierungsbezirk Köln

### Köln
| Unternehmen                          | Standort      | Gründung                | Marken         | Sorten |
| ------------------------------------ | ------------- | ----------------------- | -------------- | --- |
| Brauerei zur Malzmühle               | Altstadt-Nord | 1858                    | Mühlenkölsch   | Koch'sches Malzbier, Kölsch |
| Cölner Hofbräu P. Josef Früh         | Feldkassel    | 1904                    | Früh           | Kölsch, Kölsch Alkoholfrei |
| Gasthaus-Brauerei Braustelle         | Ehrenfeld     | 2001                    | Helios         | Wieß, Ehrenfelder Alt, Weizen dunkel, Neujahrsbier (saisonal), Fastenbier (saisonal), Frühlingserwachen (saisonal), Maibock (saisonal), Sommerwiese (saisonal), Lustiger Augustin (saisonal), Schwarzer Pitter (saisonal), Erntedankbier (saisonal), St. Martins Bier (saisonal), Weihnachtsbier (saisonal), Tripel Bock, Schwarze Sieben, Pink Panther, weitere wechselnde saisonale Biere |
| Haus Kölscher Brautradition          | Mülheim       |                         | Sion Kölsch    | Kölsch |
| Haus Kölscher Brautradition          | Mülheim       | Peters Kölsch           | Kölsch         | |
| Haus Kölscher Brautradition          | Mülheim       | Gilden                  | Kölsch         | |
| Haus Kölscher Brautradition          | Mülheim       | Küppers Kölsch Brauerei | Kölsch         | |
| Haus Kölscher Brautradition          | Mülheim       | Dom Kölsch              | Kölsch         | |
| Haus Kölscher Brautradition          | Mülheim       | Sester                  | Kölsch         | |
| Brauerei Päffgen                     | Altstadt-Nord | 1883                    | Päffgen        | Kölsch |
| Privatbrauerei Gaffel Becker & Co    | Altstadt-Nord | 1908                    | Gaffel         | 11, Kölsch, Kölsch light, Kölsch frei, Sonnenhopfen |
| Privatbrauerei Gaffel Becker & Co    | Altstadt-Nord | 1908                    | Richmodis      | Kölsch |
| Privatbrauerei Gaffel Becker & Co    | Altstadt-Nord | 1908                    | Bürger         | Kölsch |
| Privat-Brauerei Heinrich Reissdorf   | Rodenkirchen  | 1894                    | Reissdorf      | Kölsch, Alkoholfrei |
| Brauerei & Brennerei Gebrüder Sünner | Kalk          | 1830                    | Sünner         | Kölsch, Hefeweizen, Lager, Malz, Festbier, Cerveza Colina |
| Brauerei & Brennerei Gebrüder Sünner | Kalk          | 1830                    | Cramer         | Obergärig, Edel-Pils, Malz |
| Brauerei & Brennerei Gebrüder Sünner | Kalk          | 1830                    | Traugott Simon | Kölsch |
| Brauerei & Brennerei Gebrüder Sünner | Kalk          | 1830                    | Severins       | Kölsch |
| Weiss Bräu                           | Neustadt-Süd  | 2012                    | Pantaleons     | Kölsch, Schwarzbier, Hefeweizen, Festbier (saisonal) |

### Übriger südlicher Niederrhein und Mittelrhein
| Unternehmen                                | Standort                | Gründung  | Marken                                                  | Sorten |
| ------------------------------------------ | ----------------------- | --------- | ------------------------------------------------------- | --- |
| Ale*Mania                                  | Bonn                    | 2014      |                                                         | Gose Mania, Imperial Red Ale |
| Aloysianum                                 | Leichlingen (Rheinland) | 2015      |                                                         | Hell, Dunkel, Pils, Weizen |
| Alter Bahnhof Frechen                      | Frechen                 | 2012      | Frechener                                               | Lokstoff, Finchen, Saison-Biere |
| Anton´s Brauerei                           | Erkelenz                | 2014      |                                                         | Helles, Alt, Amber Ale |
| Biber Brauerei                             | Euskirchen              | 2014      | Biber Bier                                              | Weizen hell, Scottish Ale, Wieß |
| Blue Cat                                   | Erftstadt-Lechenich     | 2017      |                                                         | Wieß |
| Privatbrauerei Bischoff                    | Brühl/Hürth             | 1962      | Bischoff                                                | Kölsch, Karthäuserbräu, Radler, Kölsch-Kola |
| Brauereigasthof McMüller's                 | Linnich-Kofferen        | 1998      |                                                         | Weizenbock, Stout, Zwickel, Lakritzstout |
| Brauhaus Am Ennert                         | Bonn-Beuel              |           | Ennert                                                  | Helles, Dunkles, Weizen (saisonal), Saisonbiere (Weihnachtsbier, Märzen, Maibock, Oktoberfestbier)                                                                             |
| Brauhaus Am Ennert                         | Bonn-Beuel              | Beethoven | Weihnachtsbier, Weizen, Maibock, Pils, Schwarzbier      | |
| Brauhaus Bönnsch                           | Bonn                    |           | Bönnsch                                                 | naturtrüb, klar, Weizen, Saisonbiere |
| Brauhaus Gummersbach                       | Gummersbach             | 2002      | Oberberger                                              | Bräu, Pils, Dunkel |
| Brauhaus Rheinbach                         | Rheinbach               | 1998      | Rheinbacher                                             | Hell, Dunkel, saisonal: Weihnachtsbier, Hefeweißbier |
| Brauerei Am Roßtor                         | Wassenberg              | 2014      | Rossberger                                              | Landbier, Pils, IPA, Saison |
| Dellmann's Bräu                            | Wermelskirchen          | 2016      | Dellmanns                                               | Helles, Pilsener, Pale Ale, IPA, Weizen, Märzen, |
| Erlebnisbrauerei Lohmar                    | Lohmar                  | 2010      | Waldmoor                                                | Dunkel, Hell, Weizen |
| Erzquell-Brauerei Bielstein Haas & Co      | Wiehl-Bielstein         | 1976      | Erzquell                                                | Pils, Radler, Bergisches Landbier |
| Erzquell-Brauerei Bielstein Haas & Co      | Wiehl-Bielstein         | 1976      | Zunft                                                   | Kölsch, Kölsch light, Black (Kölsch&Cola), Radler |
| Heinenhof – Die Mikrobrauerei              | Pulheim-Orr             | 2018      | Heinenhofer                                             | |
| Gemünder Brauerei                          | Schleiden-Gemünd        | 1961      | Gemünder                                                | Pils, Helles, Alt, Krönes Eifeler Landbier, Spezial, UrGemünder Obergärig, Eifel-Böckchen (saisonal)                                                                           |
| Gemünder Brauerei                          | Schleiden-Gemünd        | 1961      | Muffengold, Krönchen Obergärig, Steinfelder Klosterbier | |
| Hilfarther Brauhaus                        | Hückelhoven-Hilfarth    | 2011      | Hilfarther                                              | Ganzjährig: Hell-Kellerbier (4,7 %), Hilfarther-Spezial (5,5 %) / Saisonal: SchwarzerLeo (5,0 %), MaiBock (7,6 %), Sommerbier (5,0 %),Schützengold (5,6 %), WinterBock (7,1 %) |
| Hotel Maueler Hofbräu / Gasthof Willmeroth | Windeck-Mauel           | 2003      | Maueler Hofbräu                                         | Original, Original Hefe Weizen, Original Bock Bier |
| Pfaffen Brauerei - Max Päffgen             | Lohmar                  | 2002      | Pfaffen                                                 | Pfaffen Original, Pfaffen Weizen, Pfaffen Bock |
| Privatbrauerei Jacob Rainer & Sohn         | Linnich-Welz            | 1828      | Lambertus                                               | Pils, Dunkel, Zwickel, Schwarzbier, Maibock, Weihnachtsbock |
| Schnaff Privatbrauerei                     | Hückeswagen             | 2017      |                                                         | |
| Siegburger Brauhaus „Zum roten Löwen“      | Siegburg                | 1990      | Siegburger                                              | Michel, Naturtrüb, Frühlingsbier (saisonal), Maibock (saisonal), Oktober-Bier (saisonal), Schwarzbier (saisonal), Sommerweizen (saisonal), Weihnachtsbier (saisonal)           |
| Stadtbrauerei Troisdorf                    | Troisdorf               |           | Troisdorfer                                             | Troisdorfer, Troilsch, Troi-Pi, Weizen, Wies’n-Bier (saisonal), Schwarzbier (saisonal), dunkles Sommerweizen (saisonal)                                                        |
| 2T-Bauerei                                 | Lindlar                 | 2017      |                                                         | |
| Toms Hütte                                 | Bonn                    | 2018      |                                                         | |
| Waldgasthaus Steinbach & Hausbrauerei      | Euskirchen              |           |                                                         | Naturblondes, Dunkles, Weizen |

## Regierungsbezirk Münster
| Unternehmen                    | Standort                  | Gründung | Marken                  | Sorten |
| ------------------------------ | ------------------------- | -------- | ----------------------- | --- |
| Pinkus Müller                  | Münster                   | 1816     | Pinkus                  | Original Alt, Hefeweizen, Special, Pils, Leicht, Alkoholfrei, Jubilate, Müllers Lagerbier, Honigmalz (alles Bio oder was?)                 |
| Gruthaus-Brauerei              | Münster                   | 2011     |                         | Pumpernickel-Porter, Keut, Grut, Überwasser-Alt                                                                                            |
| Läuterwerk                     | Münster                   | 2015     |                         | |
| Finne Brauerei                 | Münster                   | 2016     | Münsteraner Finne       | |
| Bierbrauerei Dackel            | Münster                   | 2017     | Das Dackel              | Obergäriges Hausbier, Hausbier untergärig, kaltgehopftes Pils, Hefeweizen, Pale Ale, Porter, liba Radler                                   |
| Kettelbräu                     | Münster                   | 2020     | Kettelbräu Freundesbier | Amber Ale, Helles, Porter |
| Böcken-Bräu                    | Haltern am See            | 2016     |                         | |
| Brauhaus Kemker                | Everswinkel-Alverskirchen | 2018     |                         | |
| Pott’s Naturpark-Brauerei      | Oelde                     | 1769     | Pott’s                  | Pilsener, Landbier, Helles Landbier, Weizen, Prinzipal, Alkoholfrei, Fez, Leeze                                                            |
| Rolinck                        | Steinfurt-Burgsteinfurt   | 1820     | Rolinck, Eichener       | Pils, Westfälisch Alt, Rot Blond - Burgsteinfurter Original                                                                                |
| Privatbrauerei Stiefel Jürgens | Beckum                    | 1680     |                         | Stiefel-Bier (obergärig hell), Stiefel-Ur-Alt (naturtrübes Dunkle), Stephanus-Bräu (Pilsener), Stiefel’s Hefe-Weizen, Stiefel's Winterbräu |
| Brauhaus Stephanus             | Coesfeld                  | 1990     |                         | Vollbier naturtrüb, Maibock, Weihnachtsbockbier, Festbier                                                                                  |
| Haus Klute                     | Havixbeck-Poppenbeck      | 1993     |                         | Klute’s Hell, Münsterländer Landbier, diverse Saisonbiere                                                                                  |
| Brauhaus Rütershoff            | Castrop-Rauxel            | 2005     | Castroper               | Pilsener, Dunkel, Zwickel, Bernsteinweizen                                                                                                 |
| Isendorfer Hausbrauerei        | Emsdetten-Isendorf        | 2009     |                         | Pils, Dunkel, Weizenbier |
| Lüdinghauser Brauwerkstatt     | Lüdinghausen              | 2015     |                         | |
| Suberg's bei Boente            | Recklinghausen            | 1988     |                         | Vollbier naturtrüb, Spezial, Weizenbier, Recklinghäuser Export                                                                             |
| Teutoburger Brauerei           | Lengerich                 | 2010     | Teutoburger Bier        | Alt, Grut, Dunkler Bock, Red Ale |
| Privatbrauerei Haverkamp       | Ibbenbüren-Laggenbeck     | 2015     | Laggenbecker            | Landbier, Pale Ale, Sondersude |
| Winnis Brauwerkstatt           | Olfen                     | 2017     |                         | |
| Britannia Beers                | Lienen                    | 2012     | Britannia               | India Pale Ale, Essex Ale, Lemon Tree Beer                                                                                                 |
| Major Braumanufaktur           | Borken                    | 2020     |                         | Pale Ale, Sondersude |